# El Marsa (Skikda)
Pour les articles homonymes, voir El Marsa.
El Marsa est une commune de la wilaya de Skikda en Algérie.

## Géographie
El Marsa est une petite ville du Nord algérien dotée d'un petit port de pêche et d'une plage de sable fin alternée par des criques de galets. La localité, autrefois sauvage, s'est fortement urbanisée depuis la dernière décennie. La région est caractérisée par la grande plaine littorale de Guerbès-Sanhaja limitée à l'ouest par les collines côtières de Skikda et à l'est par les contreforts du cap de Fer. C'est sur cette commune que se trouve le point le plus au nord d'Algérie, la pointe nord du cap de Fer.

## Histoire
Durant la Seconde Guerre mondiale, la commune de Cap de Fer (aujourd'hui la Marsa) a accueilli la flotte navale des Alliés. Cette flotte a amarré dans le golfe de Guerbes. Les marins alliés ont eu droit à une fête et une soirée bien arrosée sous l'égide du sous-préfet de Bône (Annaba). (rajouter des références et des sources d'information historiques)